# 南布拉虎耳草
南布拉虎耳草（学名：Saxifraga nambulana）为虎耳草科虎耳草属下的一个种。

## 扩展阅读
- 維基物種上的相關：南布拉虎耳草